# Kanton Salviac
Kanton Salviac (francouzsky Canton de Salviac) je francouzský kanton v departementu Lot v regionu Midi-Pyrénées. Tvoří ho šest obcí.

## Obce kantonu
- Dégagnac
- Lavercantière
- Léobard
- Rampoux
- Salviac
- Thédirac